# مسجد أصفهان الجامع
مسجد أصفهان الجامع أو المسجد العتيق بأصفهان وهو من أقدم مساجد إيران القائمة، ويعود إنشاؤه إلى عام 771م يقع في مدينة أصفهان في محافظة أصفهان، إيران. وقد أحترق المسجد أواخر القرن الحادي عشر. والمسجد الحالي نتاج عملية مستمرة من البناء وإعادة البناء والترميم منذ إنشائه نهاية القرن الثامن الميلادي واخر ترميم للمسجد جرى نهاية القرن العشرين.
يتألف بناء المسجد من أربع إيوانات معقودة بالطابوق المقرنص وله أربع أبواب متقابلة . يقع بازار أصفهان الكبير عند الطرف الجنوب الشرقي للمسجد، ومسجد جمعة أصفهان مدرج على لائحة اليونسكو للتراث العالمي منذ عام 2012.

## التاريخ

### المميزات
هذا هو واحد من أقدم المساجد التي لا تزال قائمة في إيران، وقد تم بناؤه على الطراز المعماري المكون من أربعة إيوانات، ووضع أربعة بوابات وجهًا لوجه. الإيوان هو غرفة مفتوحة مُقببة. كان إيوان القبلة على الجانب الجنوبي من المسجد مُقببًا بالمقرنصات خلال القرن الثالث عشر. المقرنصات هي خلايا شبيهة بالمواضع.
تضمن البناء في عهد السلاجقة إضافة غرفتين مُقببتين اشتهر بهما المسجد؛ وهما قبة نظام الملك في الجهة الجنوبية، وقبة تاج الملك في الجهة الشمالية. تم بناء القبة الجنوبية لمقصورة المحراب في 1086-1087 من قبل نظام الملك، الوزير الشهير لملك شاه، بارتفاع 25 مترا، وكانت أكبر من أي قبة معروفة في ذلك الوقت. تم بناء القبة الشمالية بعد عام من قبل منافس نظام الملك تاج الملك. وظيفة هذه الغرفة المُقببة غير مؤكدة. على الرغم من أنها كانت تقع على طول المحور الشمالي الجنوبي، إلا أنها كانت تقع خارج حدود المسجد. تم بناء القبة بالتأكيد كردود مباشرة على القبة الجنوبية السابقة، ونجحت في ذلك، مدعيةً مكانتها كتحفة فنية في العمارة الفارسية لوضوحها الهيكلي وتوازنها الهندسي ونسبها الهندسية الذهبية. كما تم إضافة إيوانات على مراحل تحت حكم السلاجقة، مما أعطى المسجد شكله الحالي المكون من أربعة إيوانات، وهو النوع الذي أصبح سائدًا فيما بعد في إيران وبقية العالم الإسلامي.
تم إجراء المزيد من الإضافات والتعديلات التي تضم عناصر من المغول والصفاريين والتيموريين والصفويين. وتجدر الإشارة إلى المحراب الجصي المنحوت بإتقان والذي أمر به الحاكم المغولي أولجايتو عام 1310 ، ويقع في قاعة صلاة جانبية مبنية داخل الرواق الغربي. كان التدخل الصفوي زخرفيًا إلى حد كبير، مع إضافة المقرنصات، والبلاط المزجج، والمآذن التي تحيط بالإيوان الجنوبي. القباب والأرصفة التي تشكل منطقة الأعمدة بين الإيوان غير مؤرخة ومتنوعة في الأسلوب، ومعدلة إلى ما لا نهاية مع الإصلاحات وإعادة البناء والإضافات. تعود أصول هذا المسجد إلى القرن الثامن، إلا أنه احترق وأعيد بناؤه مرة أخرى في القرن الحادي عشر خلال عهد السلاجقة وخضع لإعادة البناء عدة مرات. نتيجة لذلك، يحتوي على غرف مبنية على طرازات معمارية مختلفة، لذلك يمثل المسجد الآن تاريخًا مكثفًا للعمارة الإيرانية.

## معرض الصور

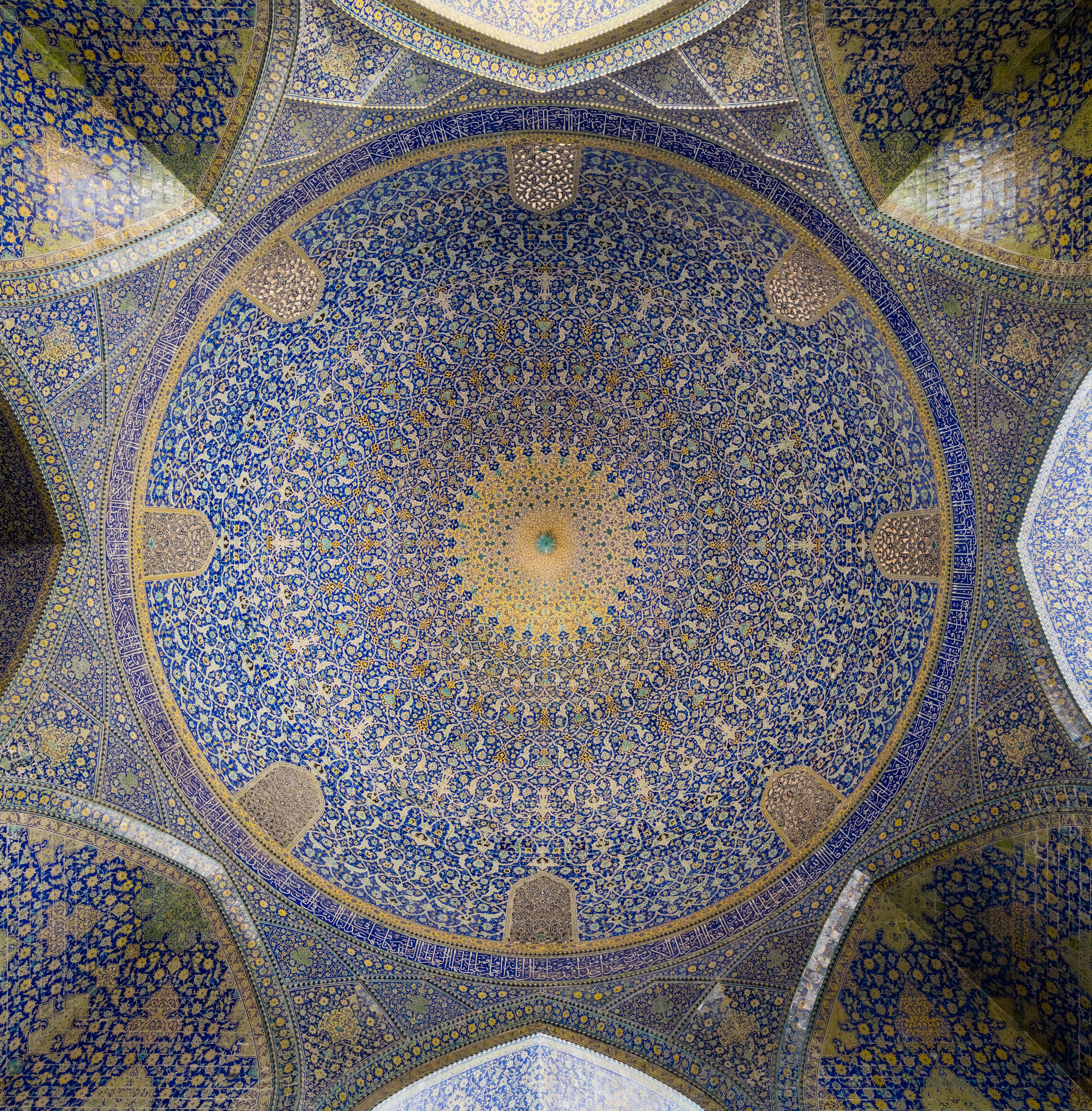
مشاهدة الجزء السفلي من داخل القبة الرئيسية
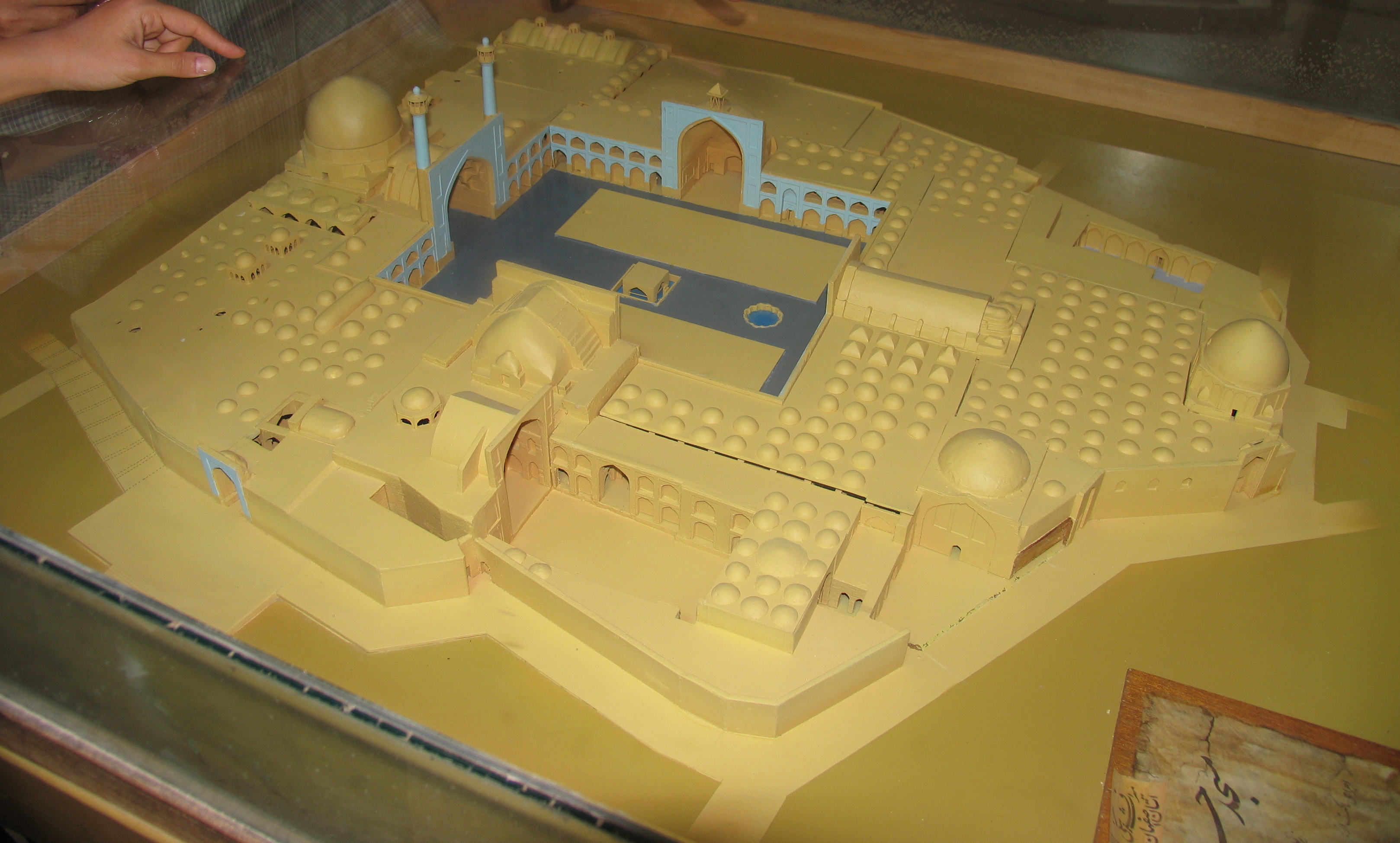
نموذج واسع النطاق من المسجد
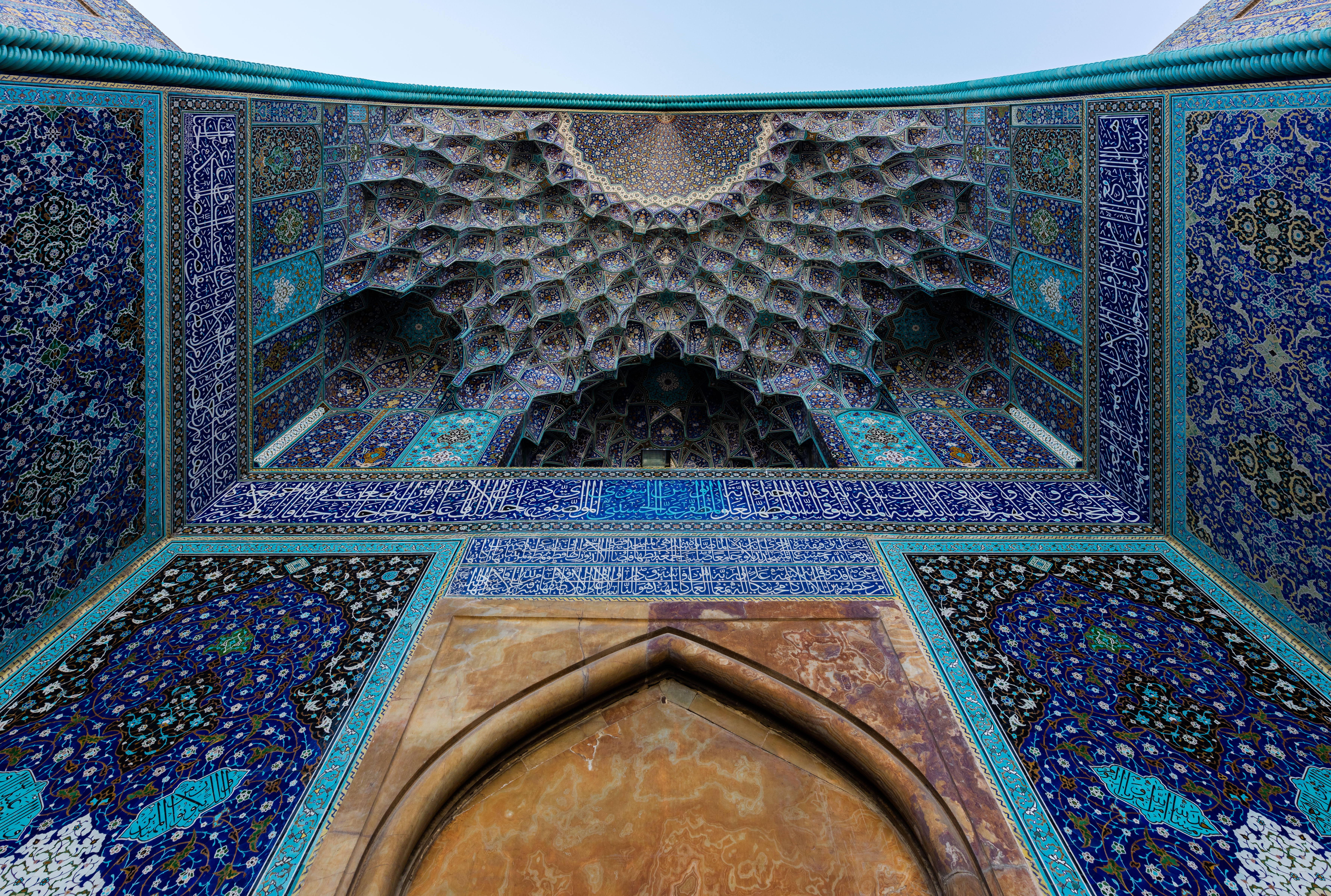
قرميدة ايوان المفصلة وأعمال الطوب.
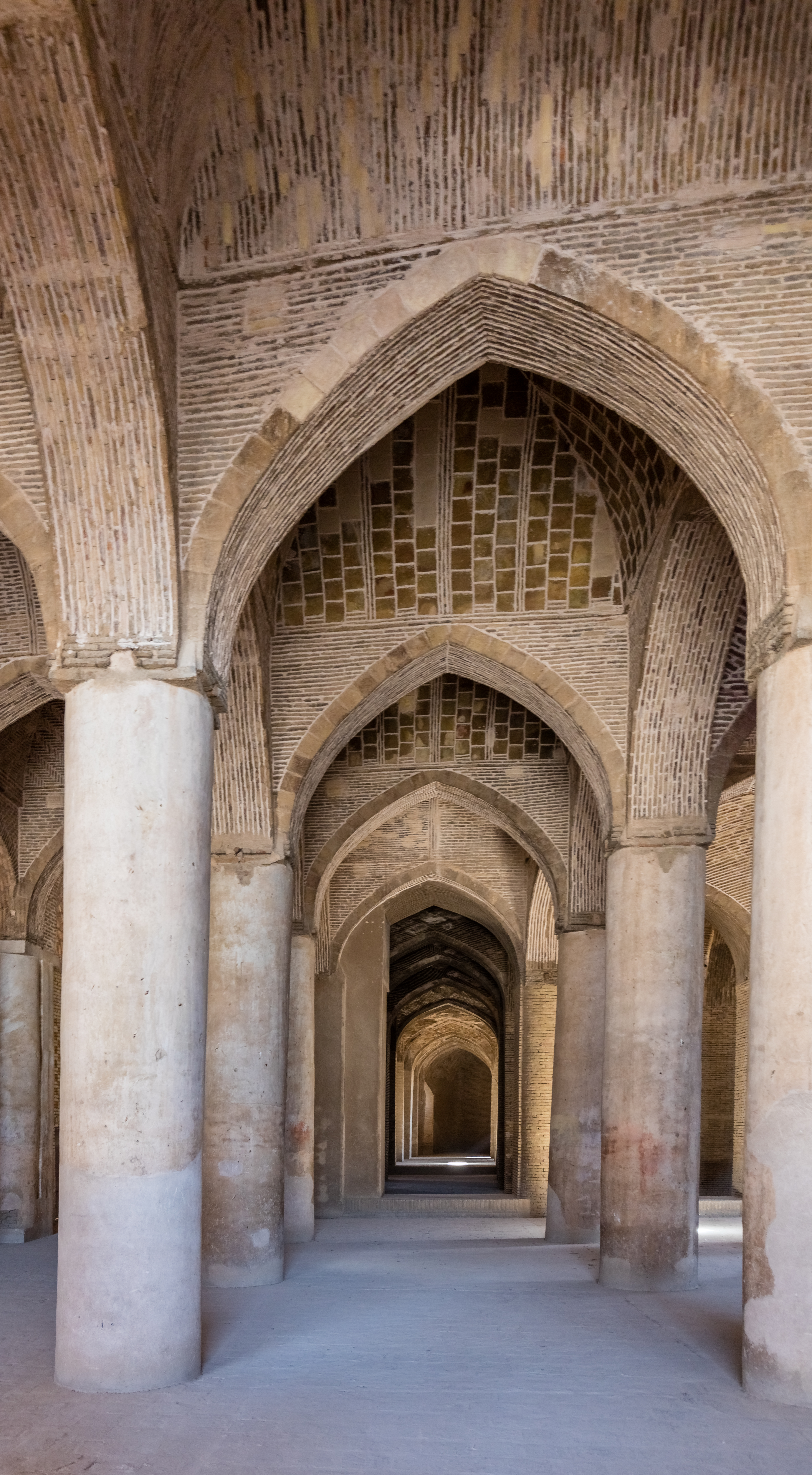
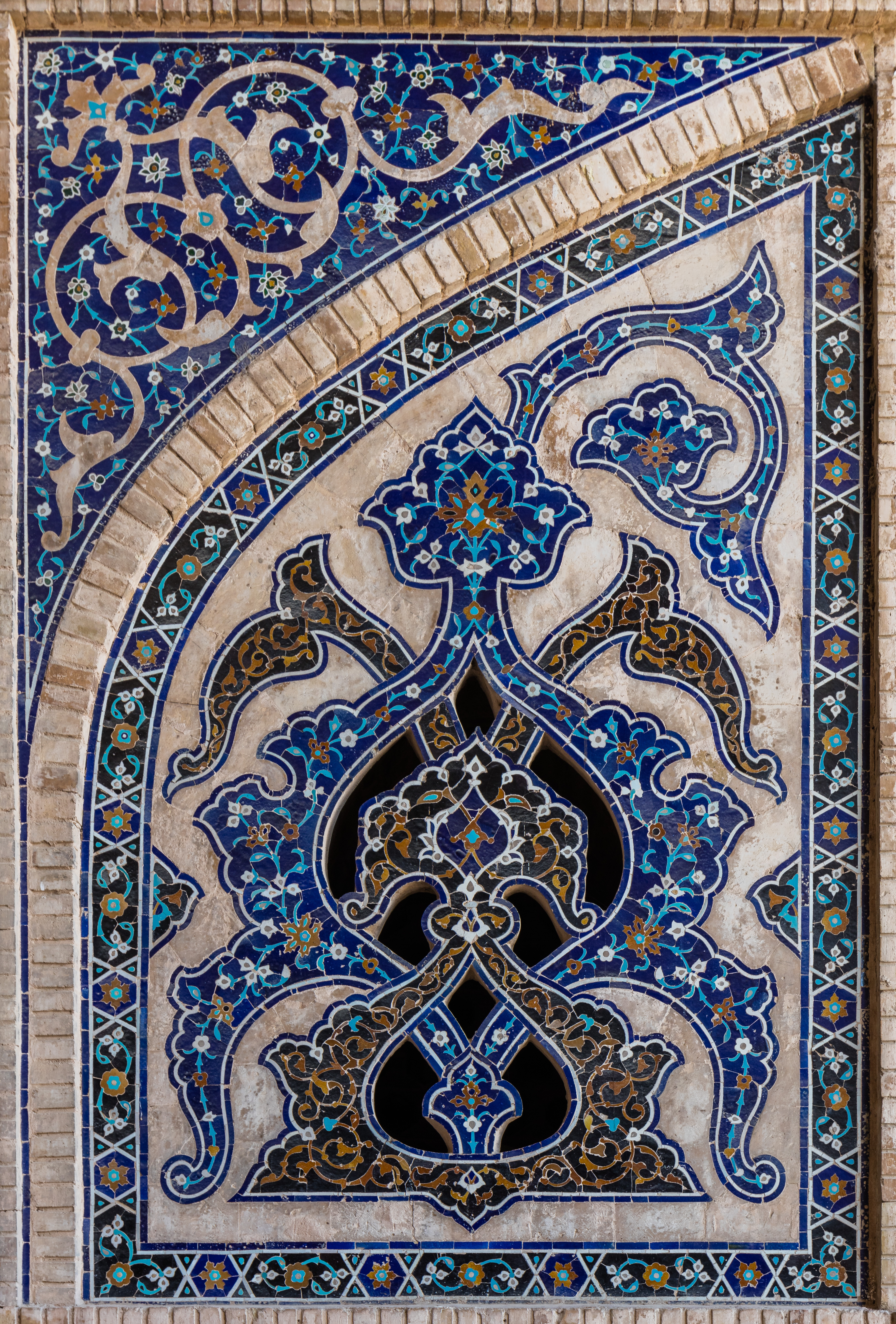
الخط العربي في الإيوان الغربي
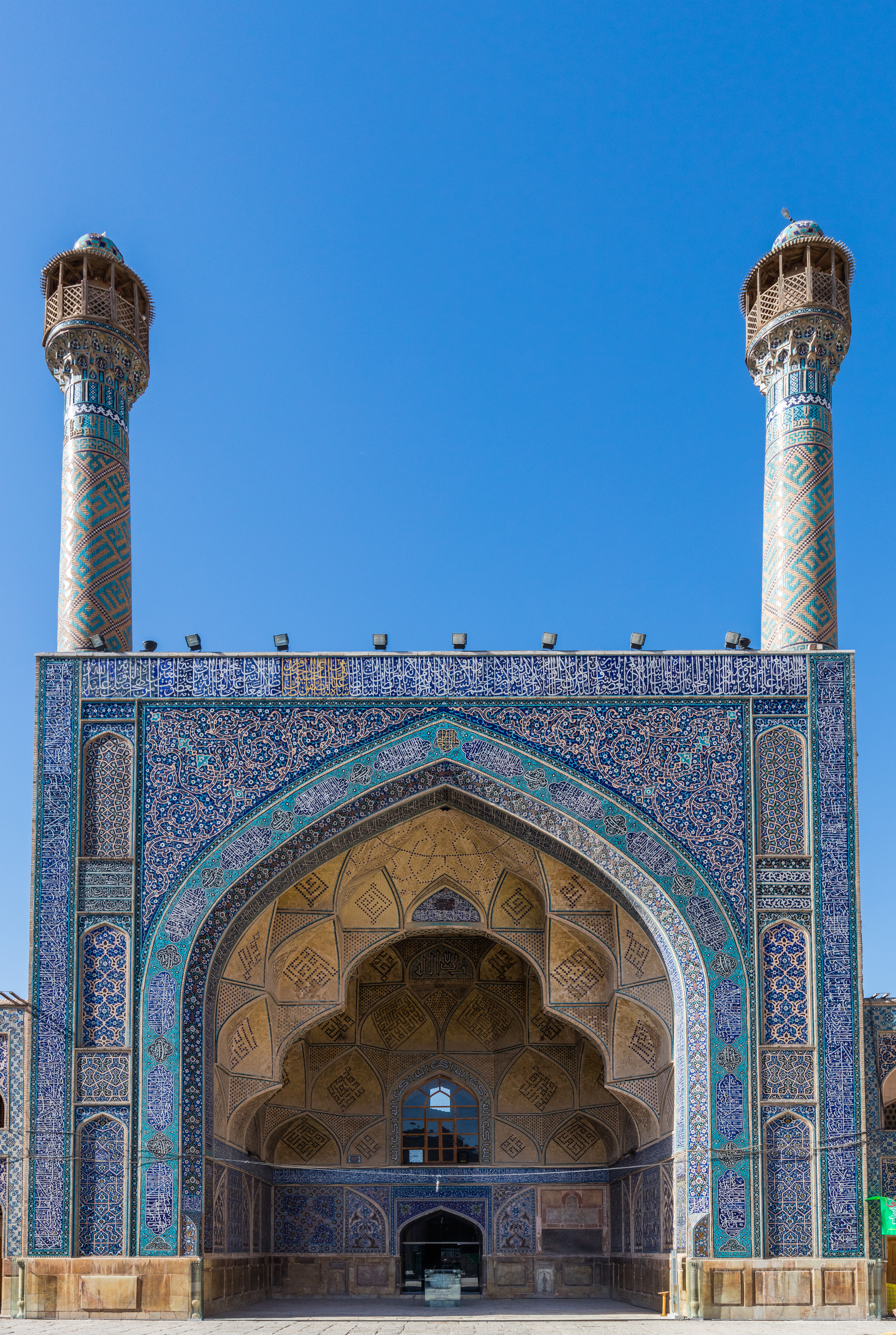
لقطة قريبة من إيوان الجنوبي .
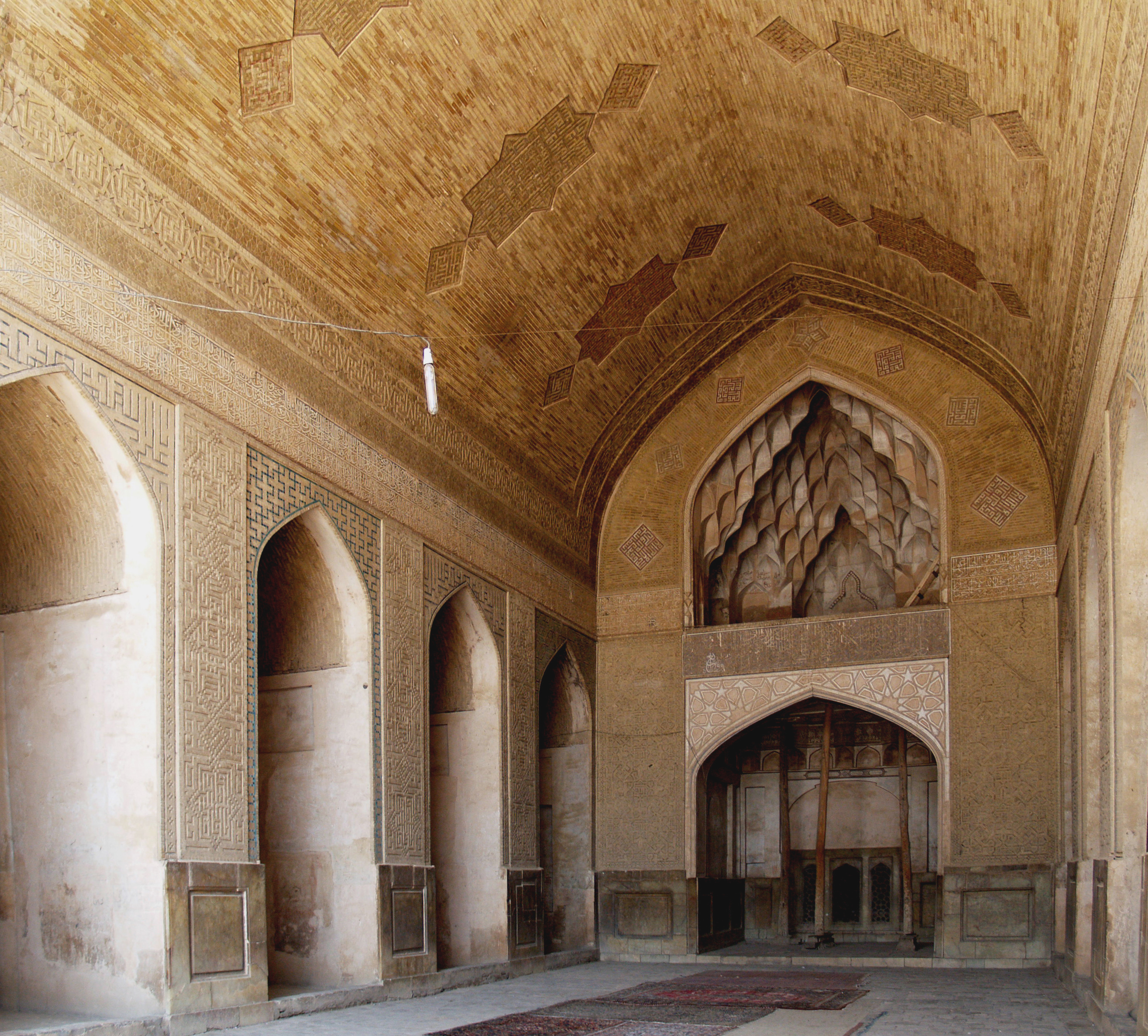
قاعة الصلاة، التي بنيت خلال عهد السلجوقية.
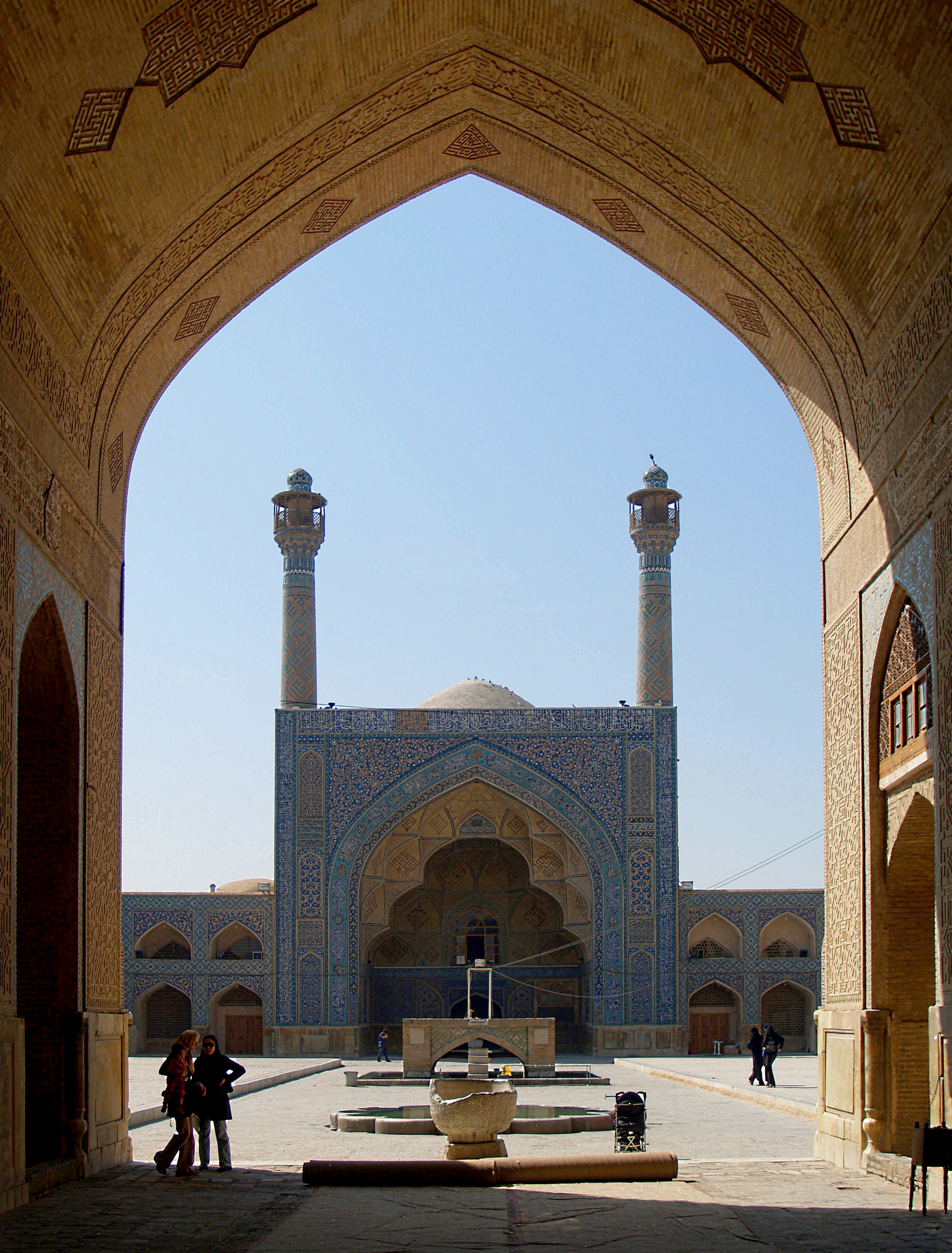
إيوان الجنوبي ينظر إليه من قوس الجانب الشمالي.
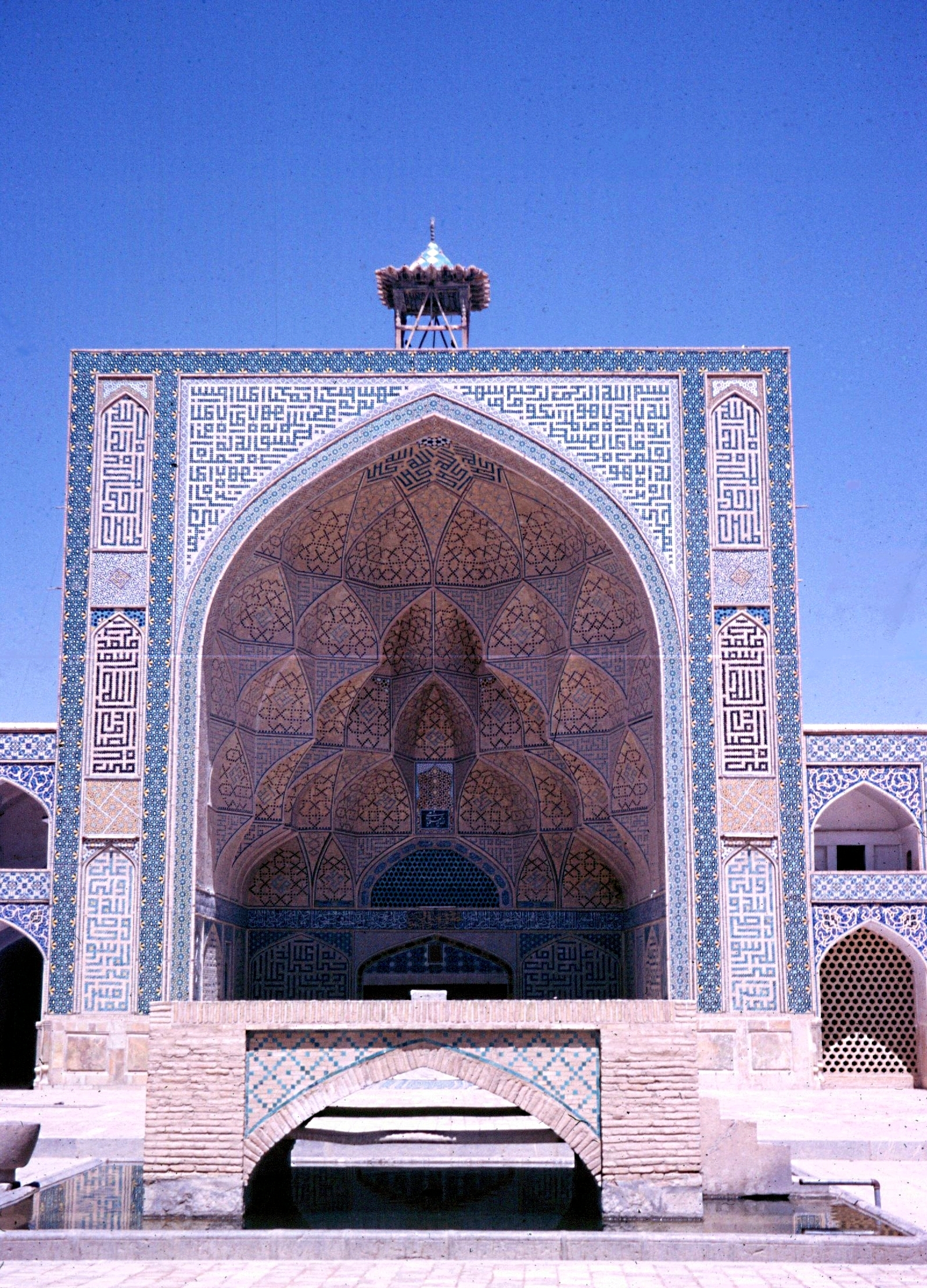
صورة من عام 1962 للجانب الغربي.
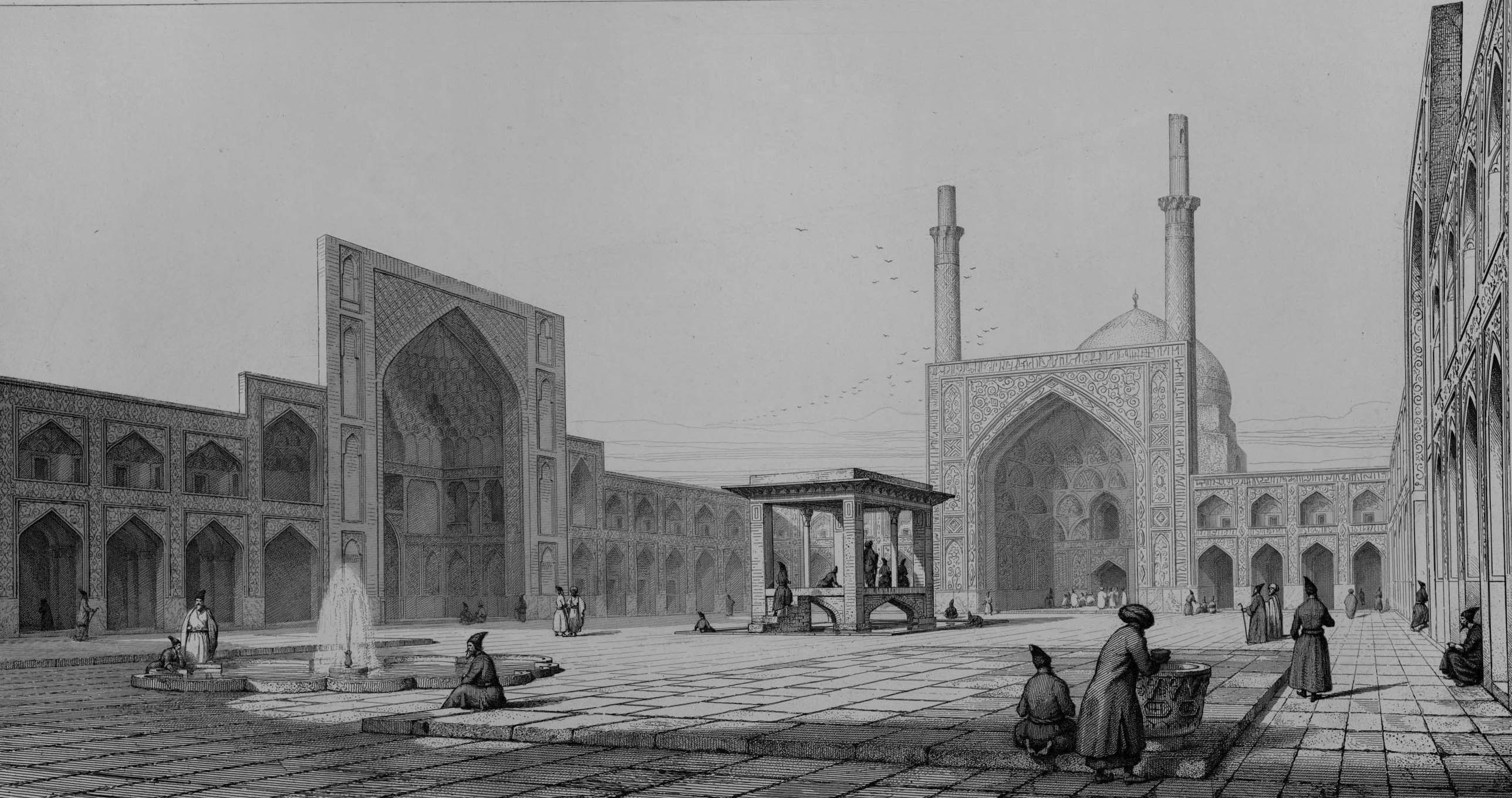
في 1840
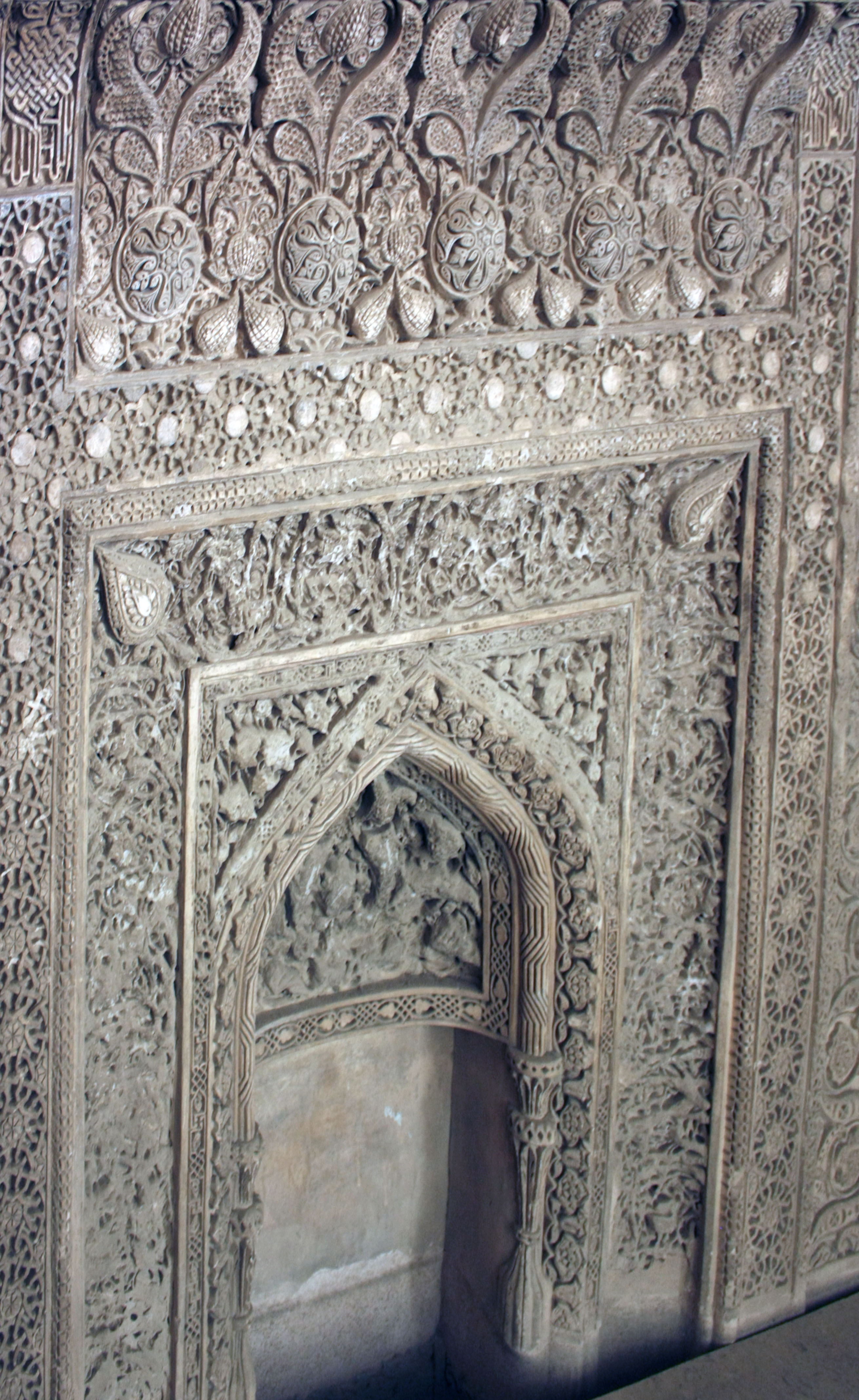
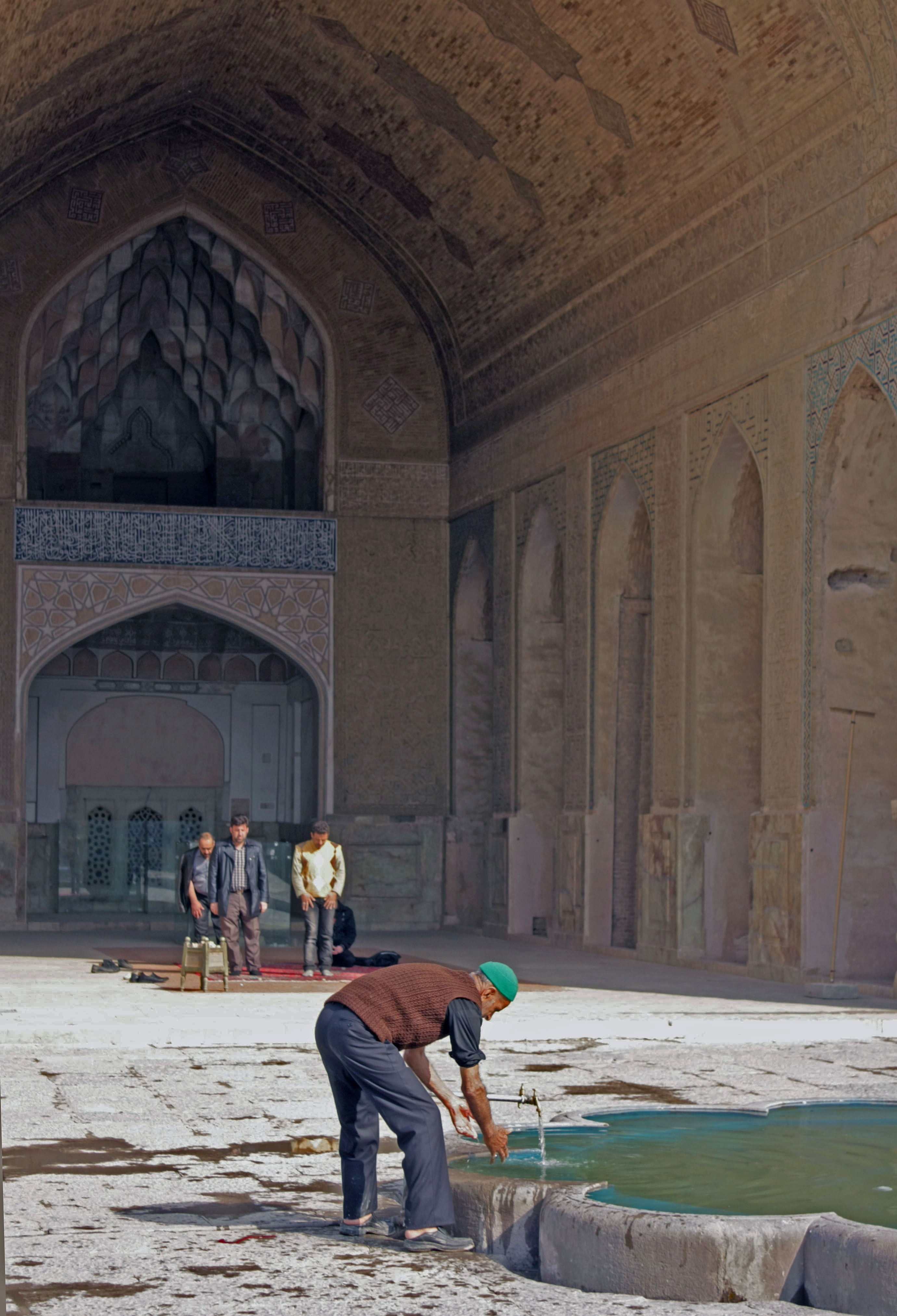
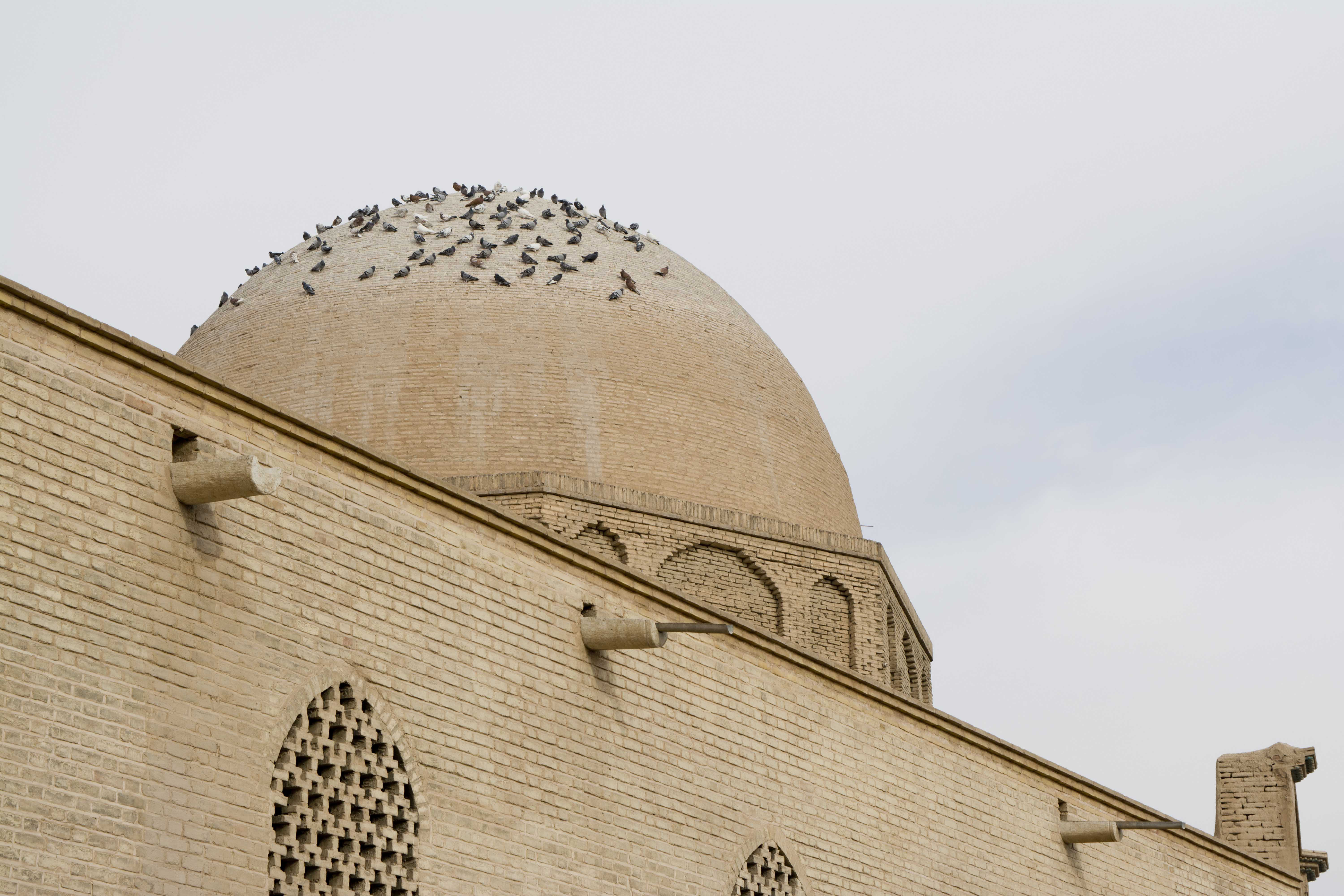
المشهد الخارجي للقبة الشمالية
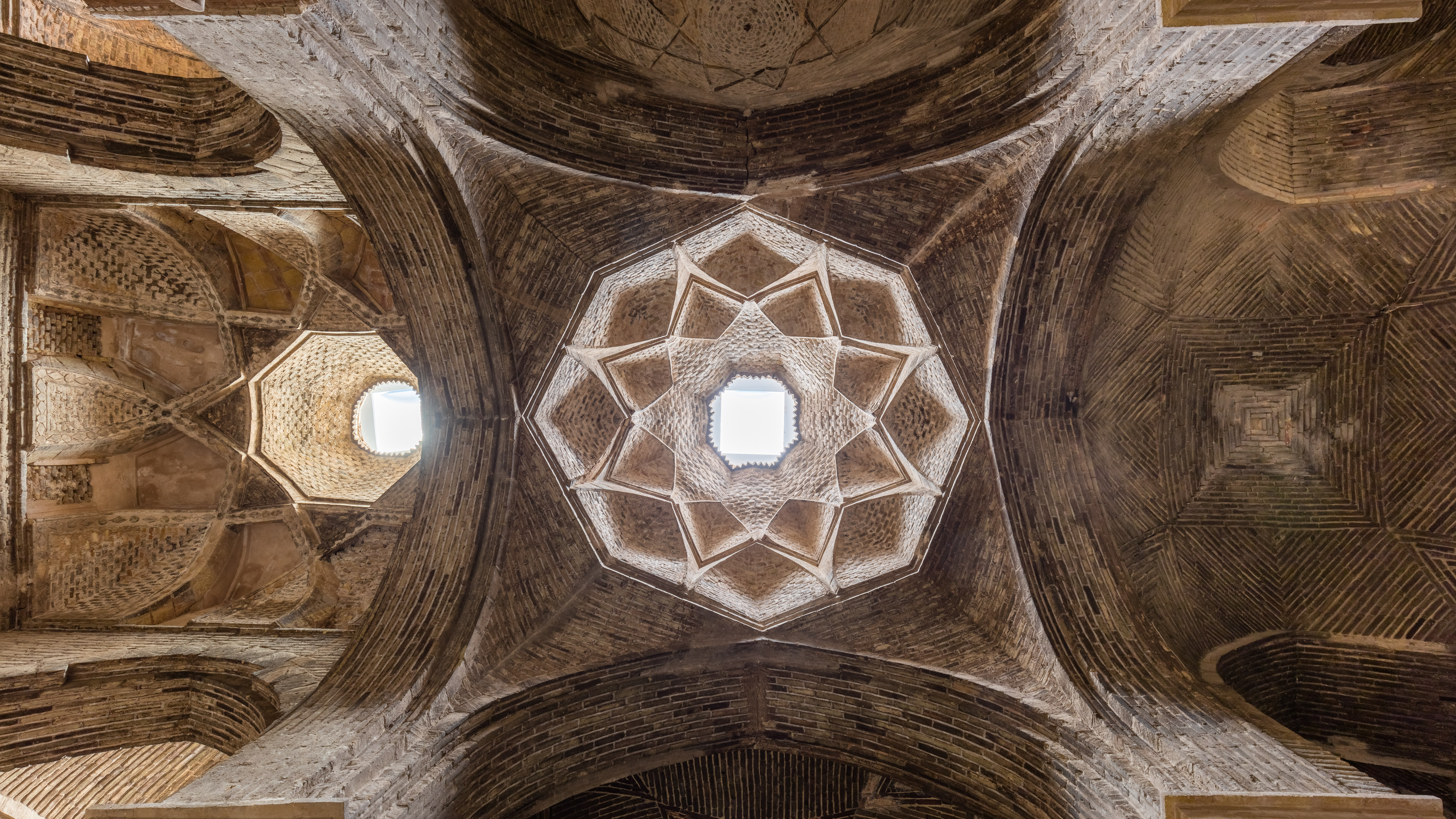
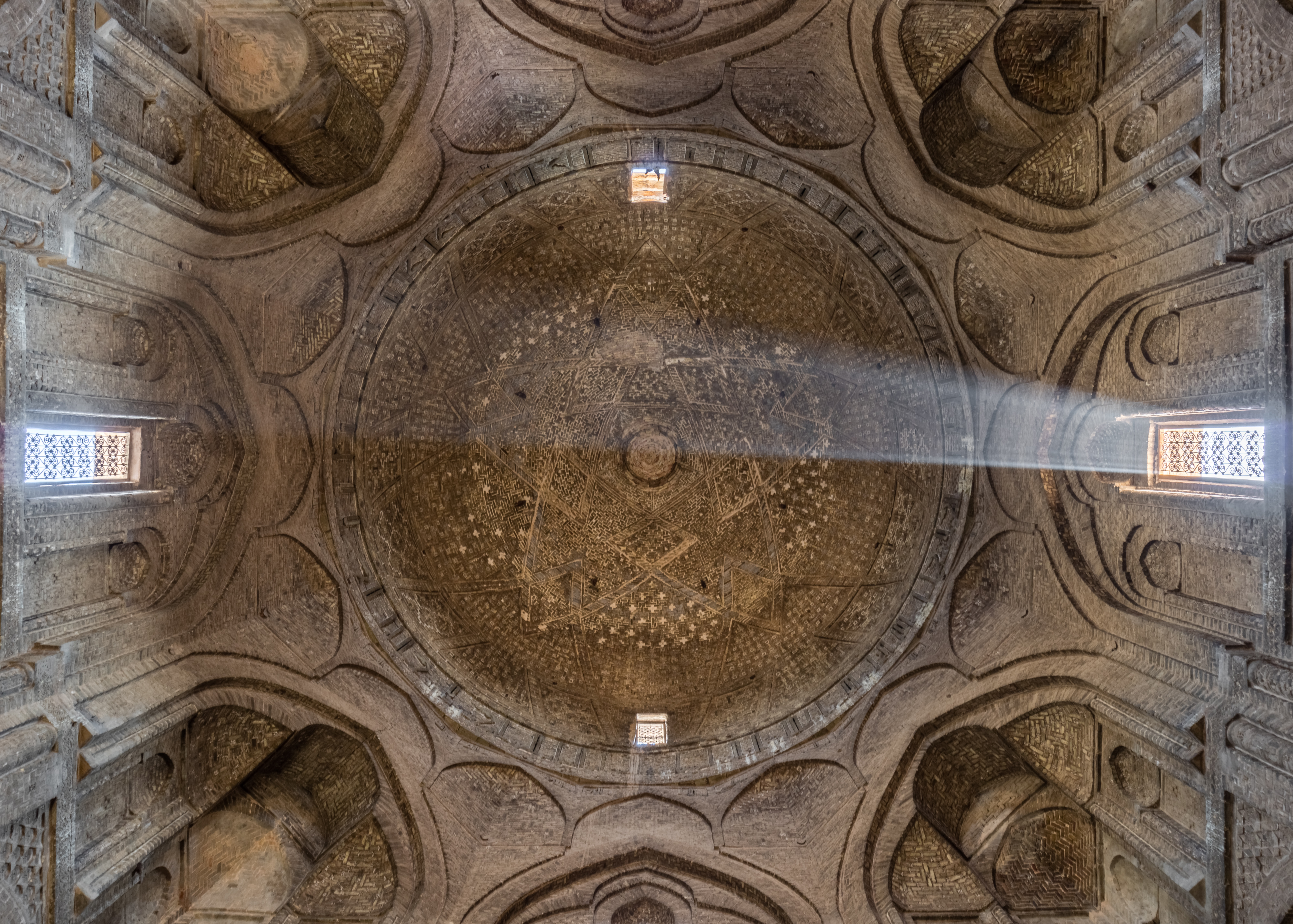
المشهد الداخلي للقبة الشمالية

## اقرأ أيضاً
- قائمة مواقع التراث العالمي في إيران.
- مسجد الشاه
- مسجد جمكران